# Inner Mongolia First Machinery Group
Inner Mongolia First Machinery Group Corporation («Первая машиностроительная группа Внутренней Монголии») — китайская государственная машиностроительная корпорация, крупный производитель тяжёлой военной и гражданской техники.

## История
Группа основана на базе танкового завода в Баотоу, также известного как завод № 617 (六一七厂); позже он был переименован в машиностроительный завод № 1 и вошёл в состав государственного холдинга Norinco. В 2000 году была основана дочерняя Inner Mongolia First Machinery Group Co. Ltd.; в 2010 году оборот компании достиг 18,5 млрд юаней и она вошла в число 50-ти крупнейших машиностроительных предприятий Китая. По состоянию на 2015 год в компании работало свыше 20 тыс. сотрудников, её общий капитал составлял 25,2 млрд юаней. Летом 2021 года в связи с американскими санкциями Inner Mongolia First Machinery Group была исключена из индексов S&P Global и Dow Jones & Company.

## Деятельность
Главным активом группы является публичная Inner Mongolia First Machinery Group Co. Ltd. или FIRMACO, основанная в 2000 году. Компания разрабатывает и производит военную, автомобильную и железнодорожную технику, в том числе танки, вагоны, инженерные машины, тяжёлые грузовики, автозапчасти (трансмиссии, подвески, каркасы, рамы, двигатели, тормоза), нефтегазовое оборудование. Штаб-квартира расположена в Баотоу (район Циншань), заводы — в Баотоу, Пекине, Тяньцзине, Тайюане, Хоума, Пэнлае, Нинбо, Шэньчжэне, Чунцине и Урумчи; более 6,85 тыс. сотрудников.
По итогам 2023 года продажи Inner Mongolia First Machinery Group Co. Ltd. составили 10 млрд юаней, операционная прибыль — 1,6 млрд юаней, чистая прибыль — 851 млн юаней, активы — 23,74 млрд юаней. Крупнейшим рынком сбыта стал Китай (79,3 %).   

### Военная продукция
- Гусеничные боевые танки MBT 3000, MBT 2000, Тип 99, Тип 96 и Тип 15
- Боевые бронированные машины Тип 85
- Инженерные машины GCZ 112

### Гражданская продукция
- Железнодорожные вагоны (в том числе хопперы) и цистерны
- Гусеничные бульдозеры
- Экскаваторы
- Грузовики и автоцистерны

### Галерея

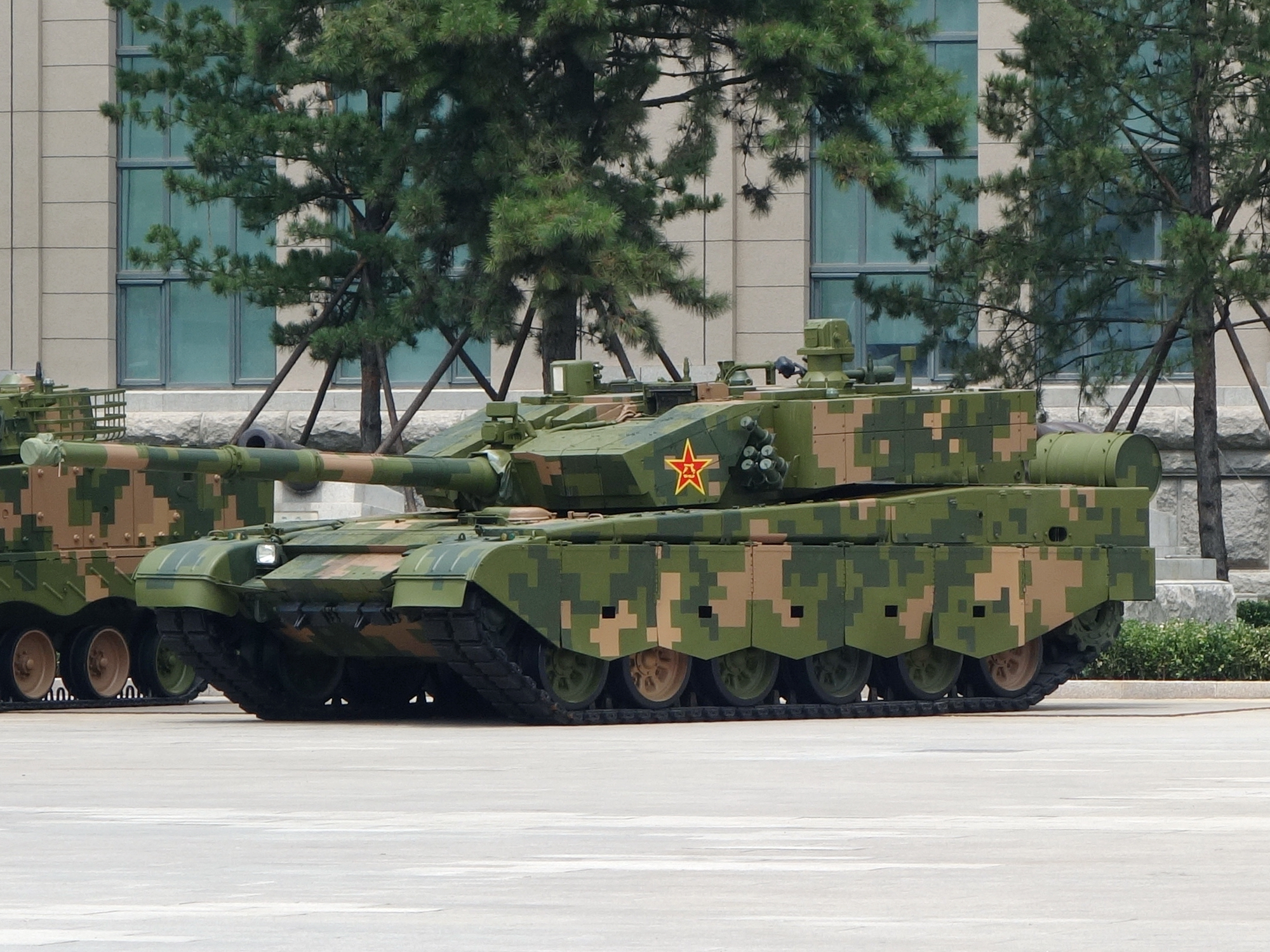
ZTZ-99A
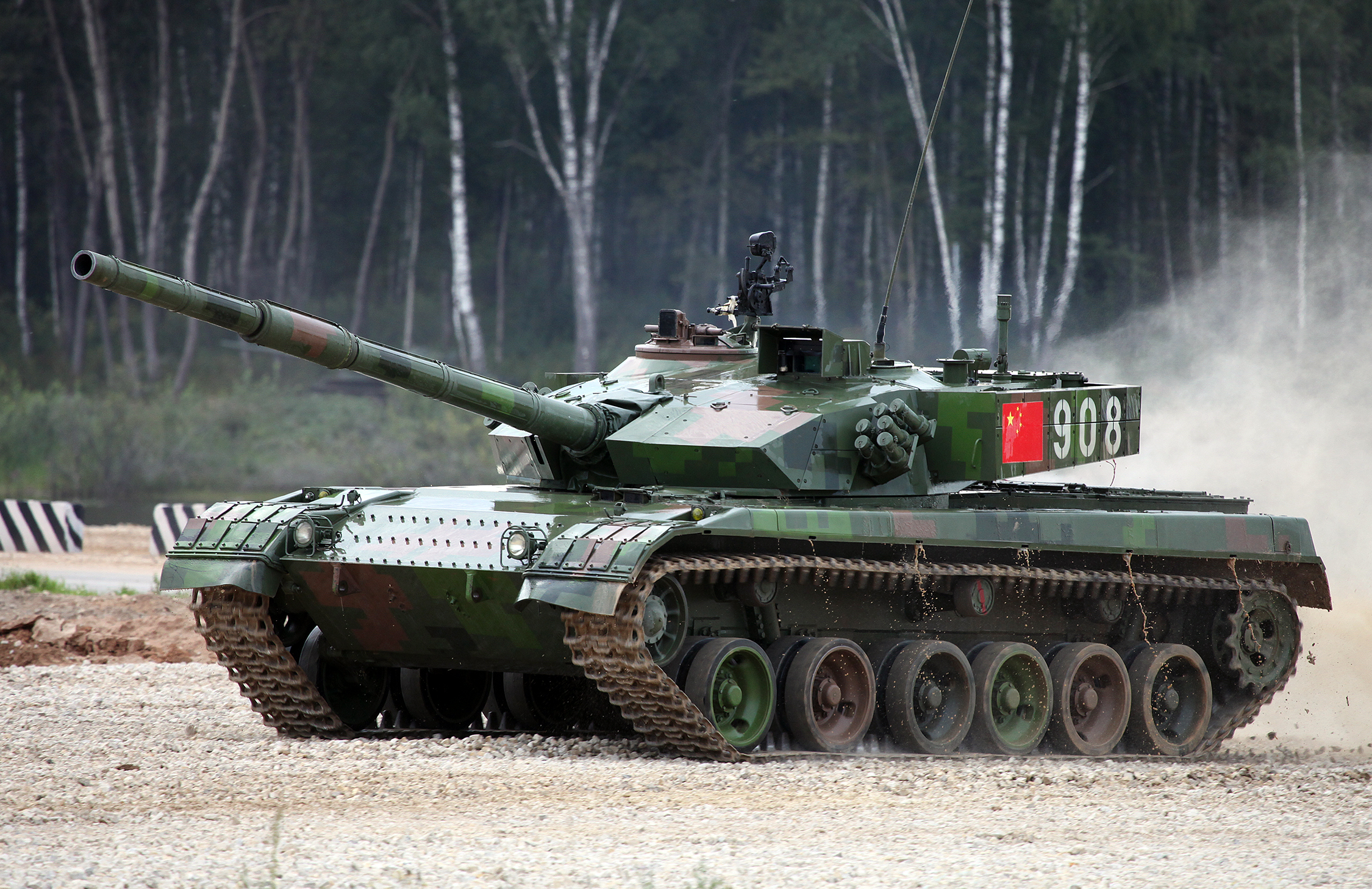
Type 96A
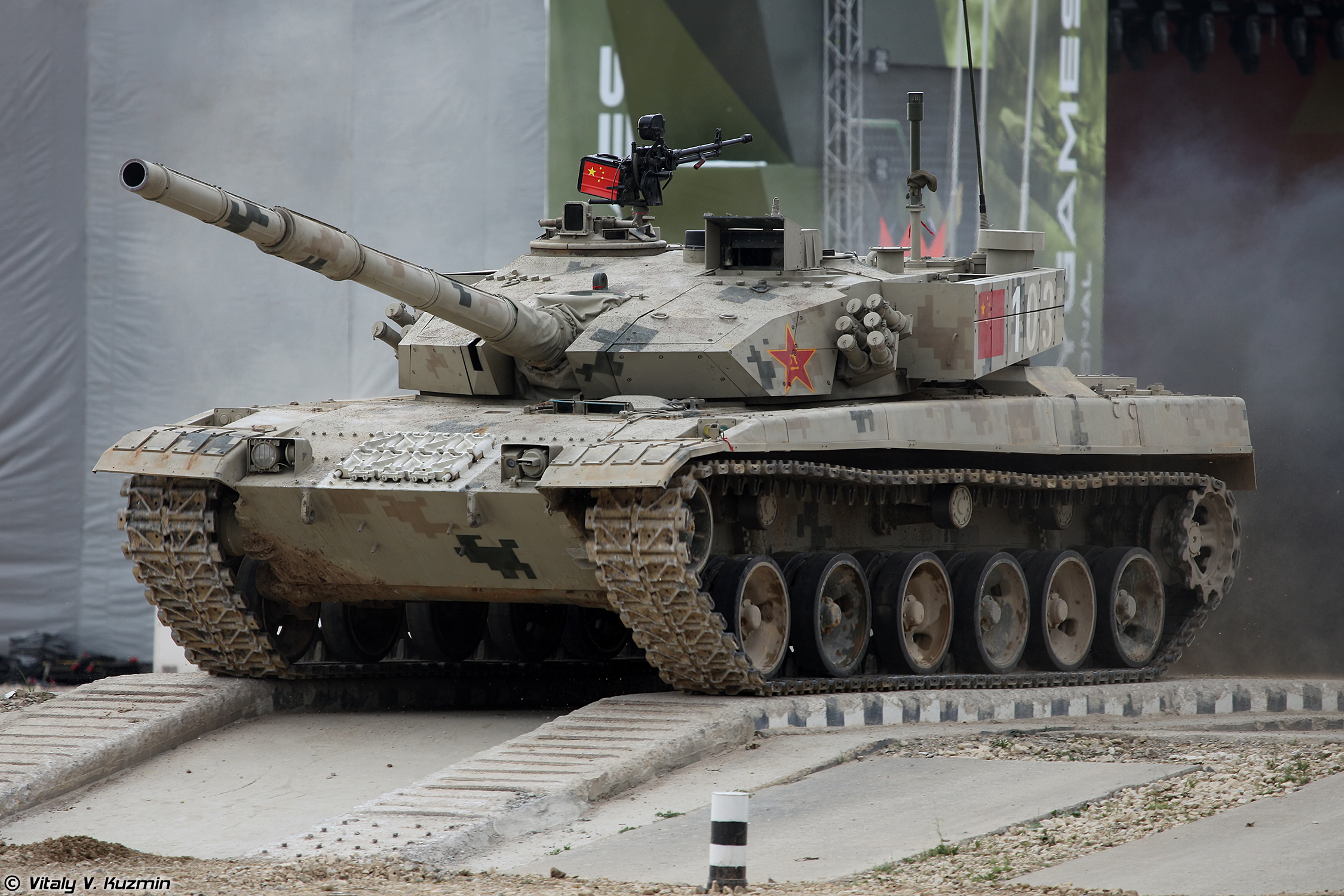
Type 96B

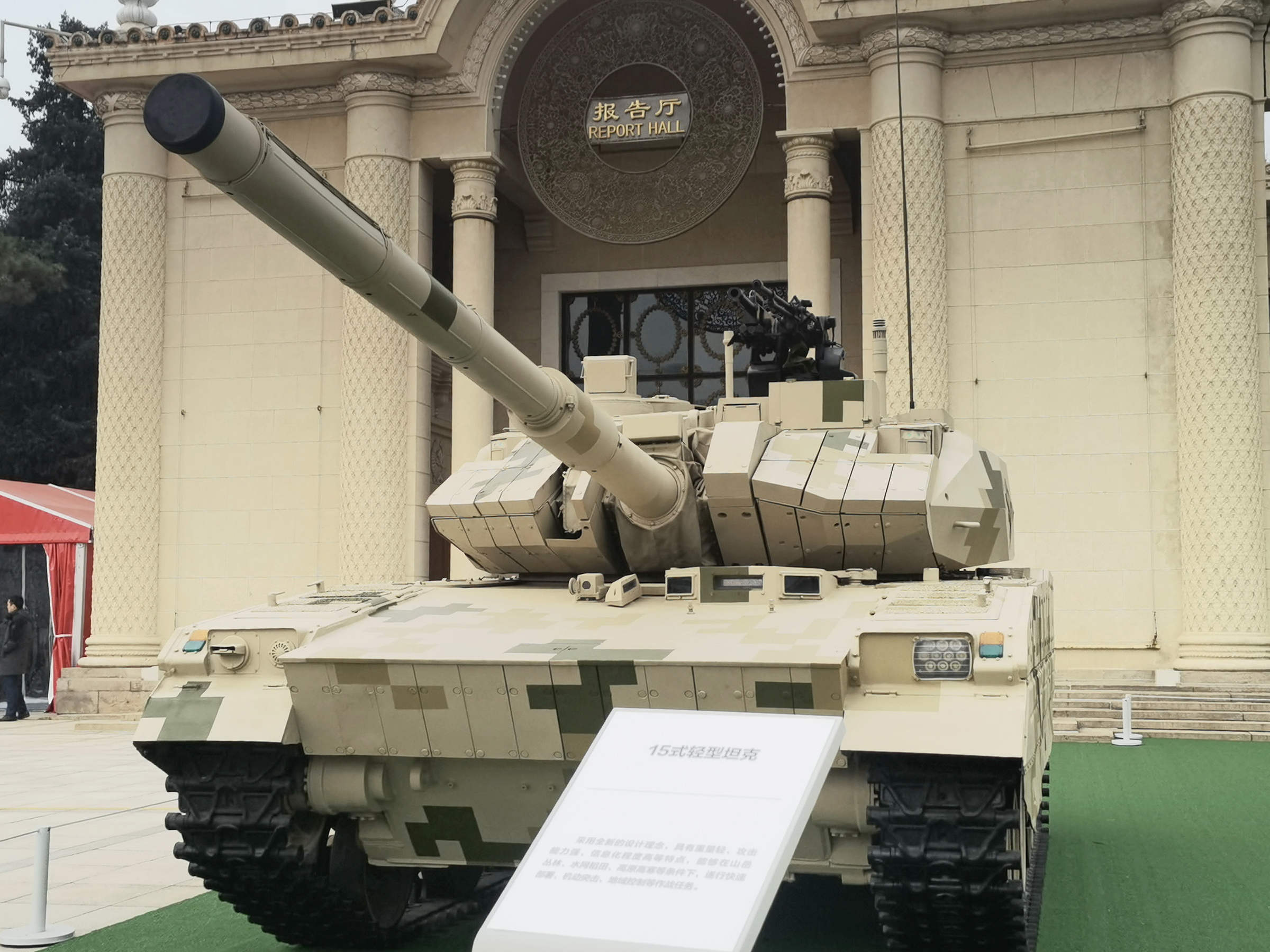
Type 15
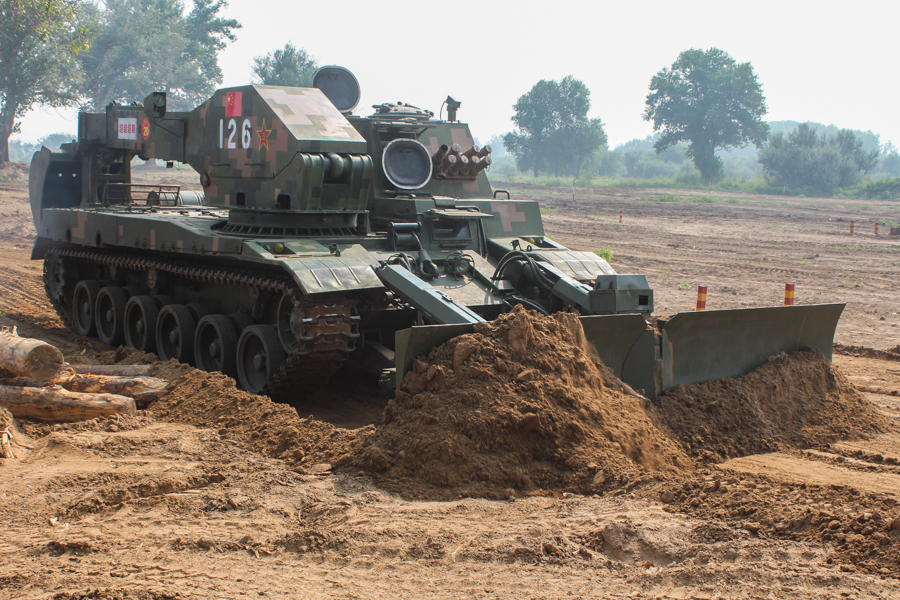
GCZ-112
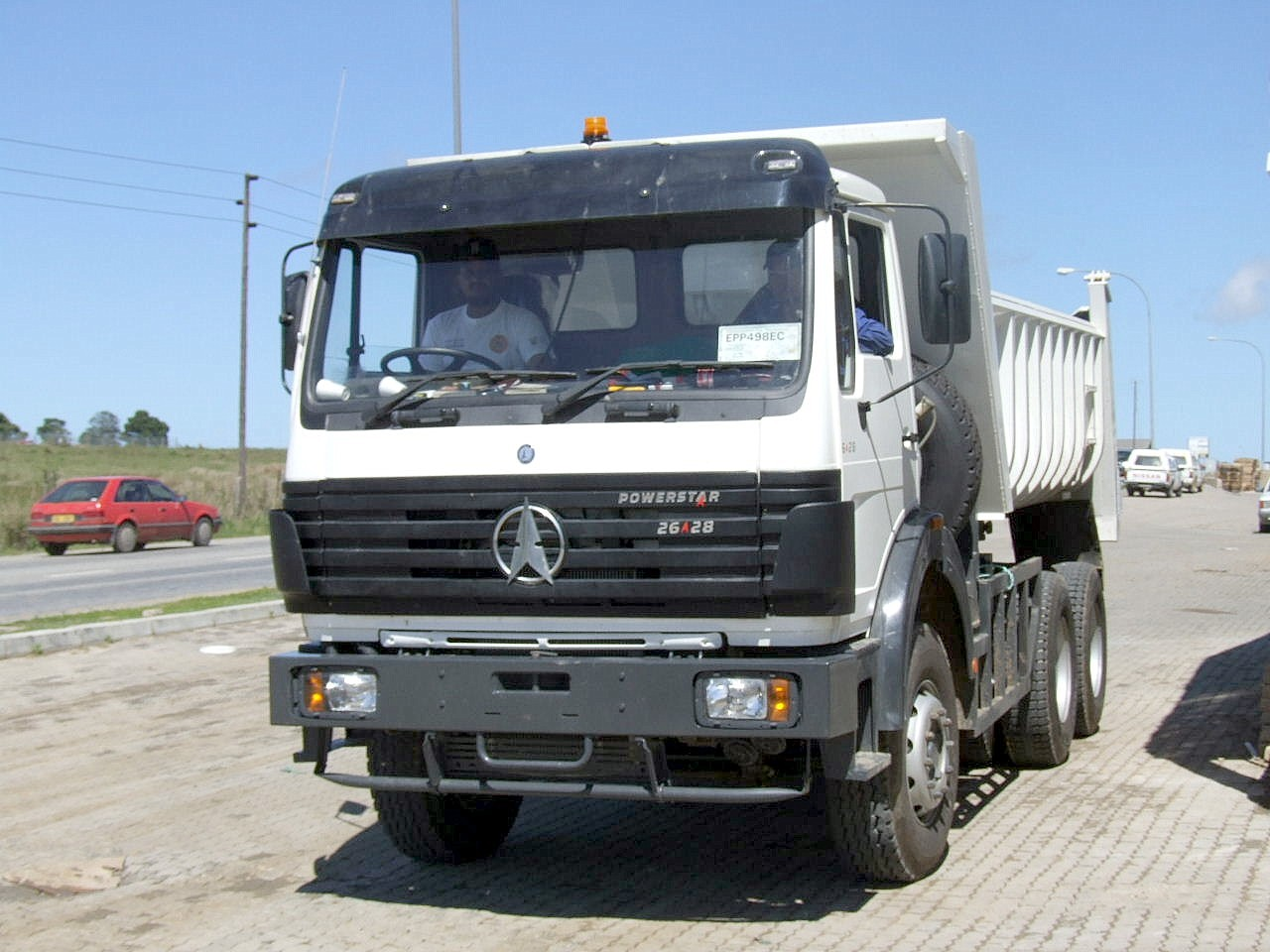
Firmaco Powerstar